# Porta di Terraferma
La porta di Terraferma (in croato Kopnena vrata) è una porta facente parte del sistema difensivo della città di Zara. Fu edificata  su un progetto dell'architetto Michele Sanmicheli nel 1537.

## Descrizione

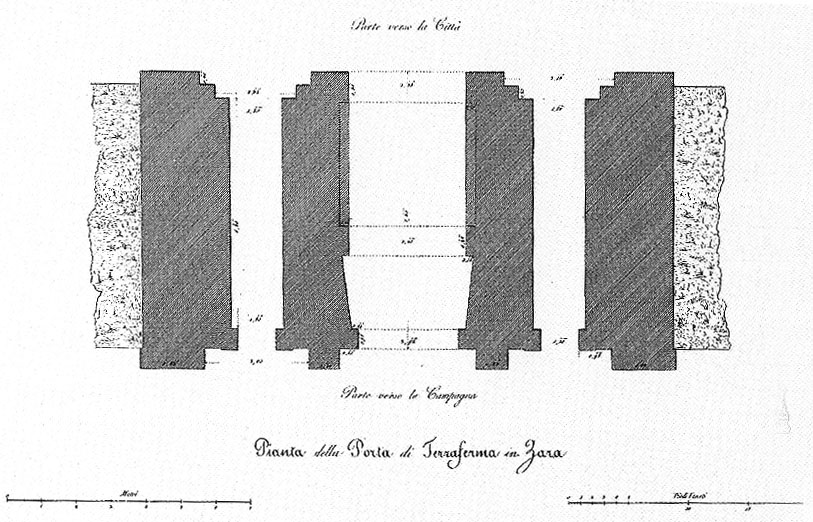
Pianta della Porta di Terraferma di Zara. Disegno di Francesco Ronzani

Essa è considerata il più bel monumento rinascimentale di Zara. La porta, a tre fornici di ordine dorico, divide il centro storico dalla grande fortezza esterna. Sopra il fornice centrale, all'esterno, è visibile San Grisogono a cavallo e, al di sopra, un possente leone di San Marco, scalpellato da manifestanti jugoslavi ai tempi della questione di Trieste e solo recentemente restaurato grazie ai finanziamenti della Regione Veneto (Legge Beggiato).
Lo spazio della porta è scandito da quattro colonne e tre aperture: al centro una larga per i carri trainati da cavalli e lateralmente due piccole per i pedoni.
La porta era un tempo munita di un ponte levatoio che sovrastava il fossato posto intorno alle mura. Di tale fossato, parzialmente interrato nel 1875, non rimane che il Porto Piccolo o Fossa (Foša).
La sua edificazione fu voluta dai veneziani quando si resero conto della necessità di potenziare le difese della città per la possibilità di un attacco da parte dell'Impero ottomano.
La realizzazione della porta si rifà fortemente a opere analoghe di epoca precedente. Infatti l'articolazione su tre spazi di uguali dimensioni e il rivestimento in bugnato sono tipici di altre costruzioni militari veneziane. In particolare si rasentano delle somiglianze con porta San Giorgio a Verona, Porta San Martino di Legnago (opera dello stesso Sanmicheli) e di porta Venezia a Padova.